# Microblaze
Microblaze jest mikroprocesorem programowym firmy Xilinx dedykowanym na struktury typu FPGA. 

## Główne cechy
- architektura RISC
- 32-bitowy rozmiar instrukcji i danych
- 3 lub 5 stopniowy potok
- FPU zgodne z normą IEEE 754
- konfigurowalne wielkość pamięci cache (2 kB - 64 kB)